# Facundo Zabaleta
Pour les articles homonymes, voir Zabaleta.
Facundo Zabaleta (né le 19 mars 1934 et mort le 14 avril 2016 à Oiartzun,) est un coureur cycliste espagnol, principalement actif durant les années 1950.

## Biographie
Ancien adepte du cyclo-cross, Facundo Zabaleta est devenu vice-champion d'Espagne de la discipline en 1955 et en 1957. Il a également représenté à deux reprises son pays aux championnats du monde. Sur route, il a notamment remporté la Prueba Villafranca de Ordizia en 1958. Sa carrière cycliste se termine en 1960 ou en 1961. 

## Palmarès sur route

### Par année
- 1953
  - Subida a Urtiagain[3]
  - Vuelta al Valle de Léniz
  - 2e de la Prueba Alsasua
- 1954
  - 3e du championnat du Guipuscoa des indépendants[3]
- 1957
  - 3e du Gran Premio Portugalete
- 1958
  - Prueba Villafranca de Ordizia

### Résultats sur les grands tours

#### Tour d'Espagne
1 participation
- 1957 : abandon (8e étape)

## Palmarès en cyclo-cross
- 1955
  - Champion du Guipuscoa[3]
  - 2e du championnat d'Espagne
- 1957
  - 2e du championnat d'Espagne